# موریس دو کنونژ
موریس دو کنونژ (فرانسوی: Maurice de Canonge‎؛ ۱۸ مارس ۱۸۹۴ – ۱۰ ژانویه ۱۹۷۹) هنرپیشه و کارگردان فیلم اهل فرانسه بود.

## فیلم‌شناسی

### کارگردان
- کاپیتان بنوا
- آخرین مترو
- مأموریت ویژه
- دو خواهر
- سه ملوان

### بازیگر
- من و سرهنگ
- میگل د سروانتس